# Yahoo! Movies
Yahoo! Movies (antigament Upcoming Movies) és un lloc web d'informació de la xarxa de Yahoo! sobre pel·lícules amb les estrenes, tràilers i vídeos, fotogragies, els beneficis generats, i els horaris. El web duu a terme cobertures especials amb motiu d'entrega dels guardons de cinema amb més ressò del món. Yahoo! Movies va néixer el 12 de maig de 1998.
Els usuaris poden llegir comentaris dels crítics de cinema, aportar opinions i llegir els comentaris d'altres usuaris, obtenir recomanacions personalitzades de pel·lícules i comprar entrades de cinema en línia, així com crear i veure les llistes d'altres usuaris de les seves pel·lícules favorites.